# Hive
Hive — система управления базами данных на основе платформы Hadoop с SQL-подобным языком запросов, позволяет выполнять запросы, агрегировать и анализировать данные; компонент экосистемы Hadoop.
Создан корпорацией Facebook, в 2011 году передан под открытой лицензией в фонд Apache.
Работает напрямую с HDFS и Apache HBase, поддерживает основные форматы Hadoop. Запросы могут выполняться через Tez, Spark или Hadoop MapReduce.
Язык запросов — HiveQL — приближен к SQL, при этом не реализует все возможности стандарта SQL-92. В язык встроены функции для работы с форматами XML и JSON, поддержка нескалярных типов данных, таких как массивы, структуры, ассоциативные массивы, реализован достаточно широкий набор агрегатных функций, поддерживаются определяемые пользователем функции, блокировки.
Пример сеанса работы с Hive с применением HiveQL — удаление таблицы, создание таблицы, загрузка в неё данных из текстового файла и запрос для подсчёта, сколько раз каждое слово встречалось в файле:
```
DROP
 
TABLE
 
IF
 
EXISTS
 
docs
;

CREATE
 
TABLE
 
docs
 
(
line
 
STRING
);

LOAD
 
DATA
 
INPATH
 
'input_file'
 
OVERWRITE
 
INTO
 
TABLE
 
docs
;

CREATE
 
TABLE
 
word_counts
 
AS

SELECT
 
word
,
 
count
(
1
)
 
AS
 
count
 
FROM

 
(
SELECT
 
explode
(
split
(
line
,
 
'\s'
))
 
AS
 
word
 
FROM
 
docs
)
 
temp

GROUP
 
BY
 
word

ORDER
 
BY
 
word
;

```